# Sea Lion Tarn
Der Sea Lion Tarn (englisch für Seelöwen-Karsee; bulgarisch езеро Морски Лъв esero Morski Law) ist ein 0,3 Hektar großer Tarn auf der Livingston-Insel im Archipel der Südlichen Shetlandinseln. Er liegt zwischen dem Sea Lion Glacier und den nordwestlichen Hängen des Atlantic Club Ridge.
Das Advisory Committee on Antarctic Names übertrug 1998 eine von der bulgarischen Kommission für Antarktische Geographische Namen im Jahr 1996 anerkannte Benennung ins Englische. Namensgeber ist der gleichnamige Gletscher.